# Ostrožac (Jablanica)
Pour les articles homonymes, voir Ostrožac.
Ostrožac (en cyrillique : Острожац) est un village de Bosnie-Herzégovine. Il est situé dans la municipalité de Jablanica, dans le canton d'Herzégovine-Neretva et dans la fédération de Bosnie-et-Herzégovine. Selon les premiers résultats du recensement bosnien de 2013, il compte 794 habitants.

## Géographie

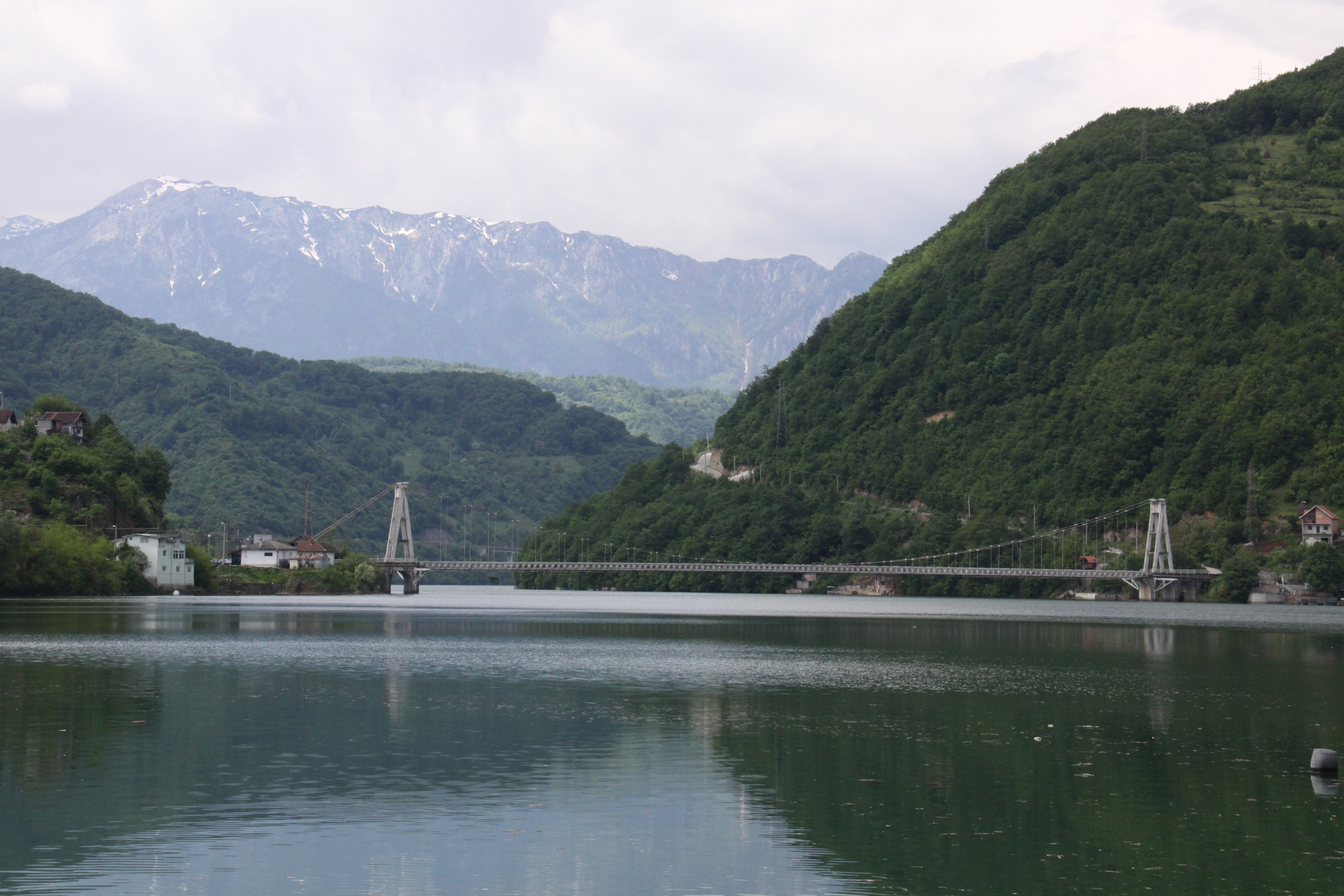
Le pont sur la Neretva à Ostrožac

## Démographie

### Évolution historique de la population
| 1948 | 1953 | 1961 | 1971 | 1981 | 1991 | 2013 |
| ---- | ---- | ---- | ---- | ---- | ---- | ---- |
| -    | -    | 631  | 677  | 738  | 816  | 794  |

|  |

### Communauté locale
En 1991, la communauté locale d'Ostrožac comptait 1 524 habitants, répartis de la manière suivante :